# محمدباقر لاهیجی
آیت‌الله محمدباقر لاهیجی، از مشاهیر لاهیجان، از عالمان قرن یازدهم قمری است. 

## استادان
پدرش، ملا عبدالرزاق لاهیجی استاد او در علوم عقلی و برادرش میرزا حسن فیاض لاهیجی استاد او در علوم نقلی بود.

## تالیفات
او در شاه‌جهان‌آباد هند به تدریس مشغول بود و کتاب مشهورش ترجمه بصائرالدرجات صفار را در سال ۱۰۸۳ق در همان جا تالیف کرد.